# 용기정원

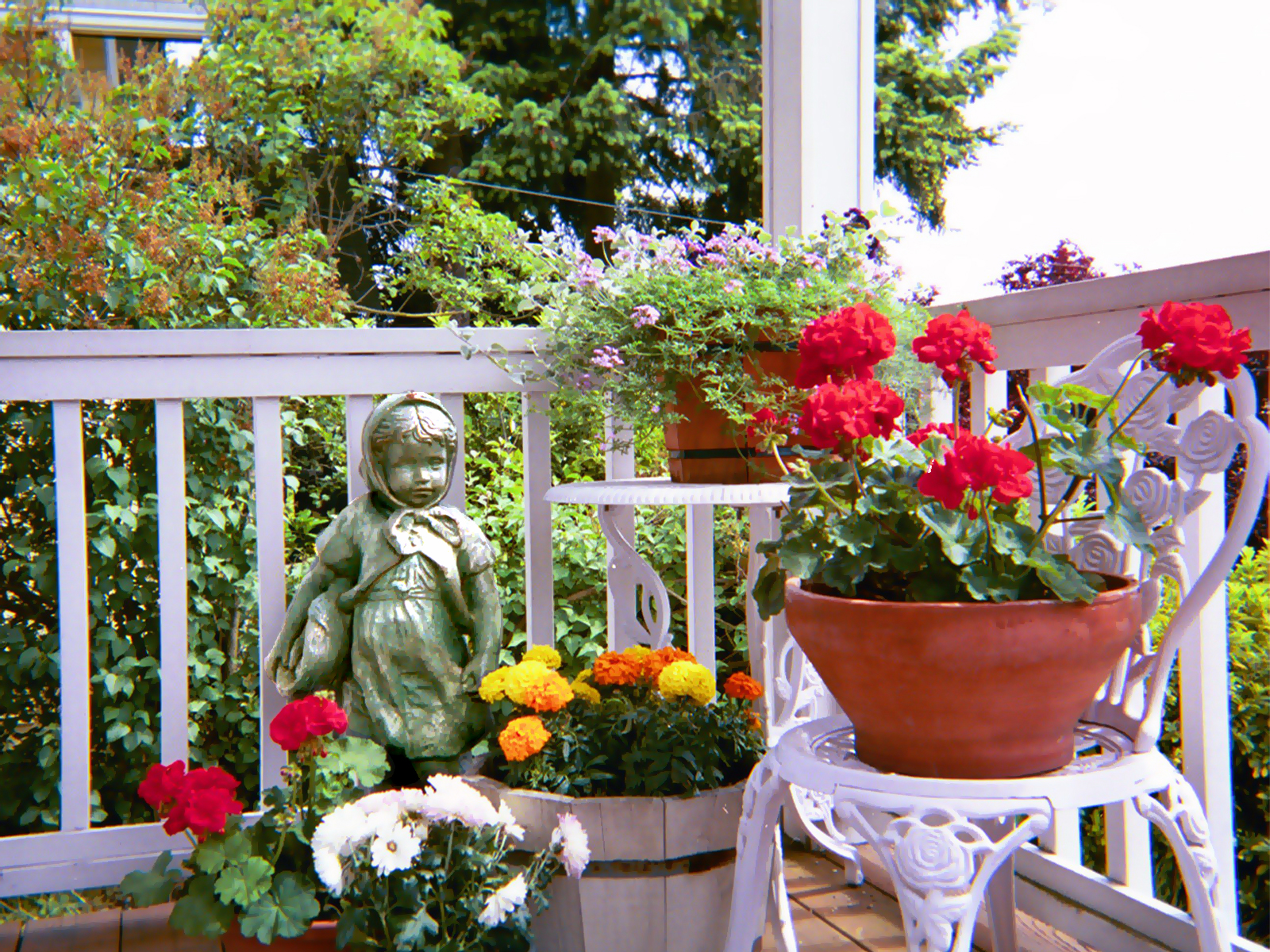
집 앞 포치의 용기정원

용기원예(Container gardening, pot gardening)은 식물을 땅 대신 용기에 심어 키우는 것이다. 용기원예에 사용되는 용기는 작고 밀폐되어있으며 대개 옮길 수 있어서 살아있는 꽃과 식물을 전시하는 데 사용된다. 화분, 상자, 바구니, 통, 깡통, 걸이화분(en:Hanging basket)의 형태를 띌 수 있다.

## 방식
화분은 전통적으로 토기로 만들어졌으나 요새는 플라스틱으로 흔히 만들며 창가 화분이 점점 흔히 사용되고 있다. 작은 분은 흔히 화분이라고 불린다. 이러한 생육 방식은 장식적인 목적으로 활용되기도 한다. 이 방식은 토양이나 기후가 식물이나 농작물에 적합하지 않은 것으로 의심되는 지역에도 유용하다. 일반적으로 실내식물(en:Houseplant)을 기를 때도 필요하다. 한정된 생장 공간(Gardening in restricted area)이나 포장된 생장 공간에서도 용기를 활용한 원예를 고려할 수 있다. 게다가 이 방식은 아파트, 콘도의 발코니에서도 가능하기 때문에, 땅을 활용하기 힘든 도시농업 분야에서도 인기다.

## 심기
용기원예에는 단순한 플라스틱 화분, 찻잔에서 복잡한 자동 급수 관개 체계에 이르는 다양한 용기가 사용된다. 이러한 설계의 유연함은 용기원예의 인기의 또다른 비결이다. 화분은 포치, 건물 앞 계단, 도시지역, 지붕 위에 둘 수 있다. 반관개화분(en:Sub-irrigated planters, SIP)이 용기정원에 사용될 수 있다. 화분 흙은 적절한 공기공급(aeration)이 되어서 뿌리가 썩지 않고(:en:Root rot) 숨 쉴 수 있도록 단단히 굳어있지 않고 배수가 되어야 한다.

## 분갈이

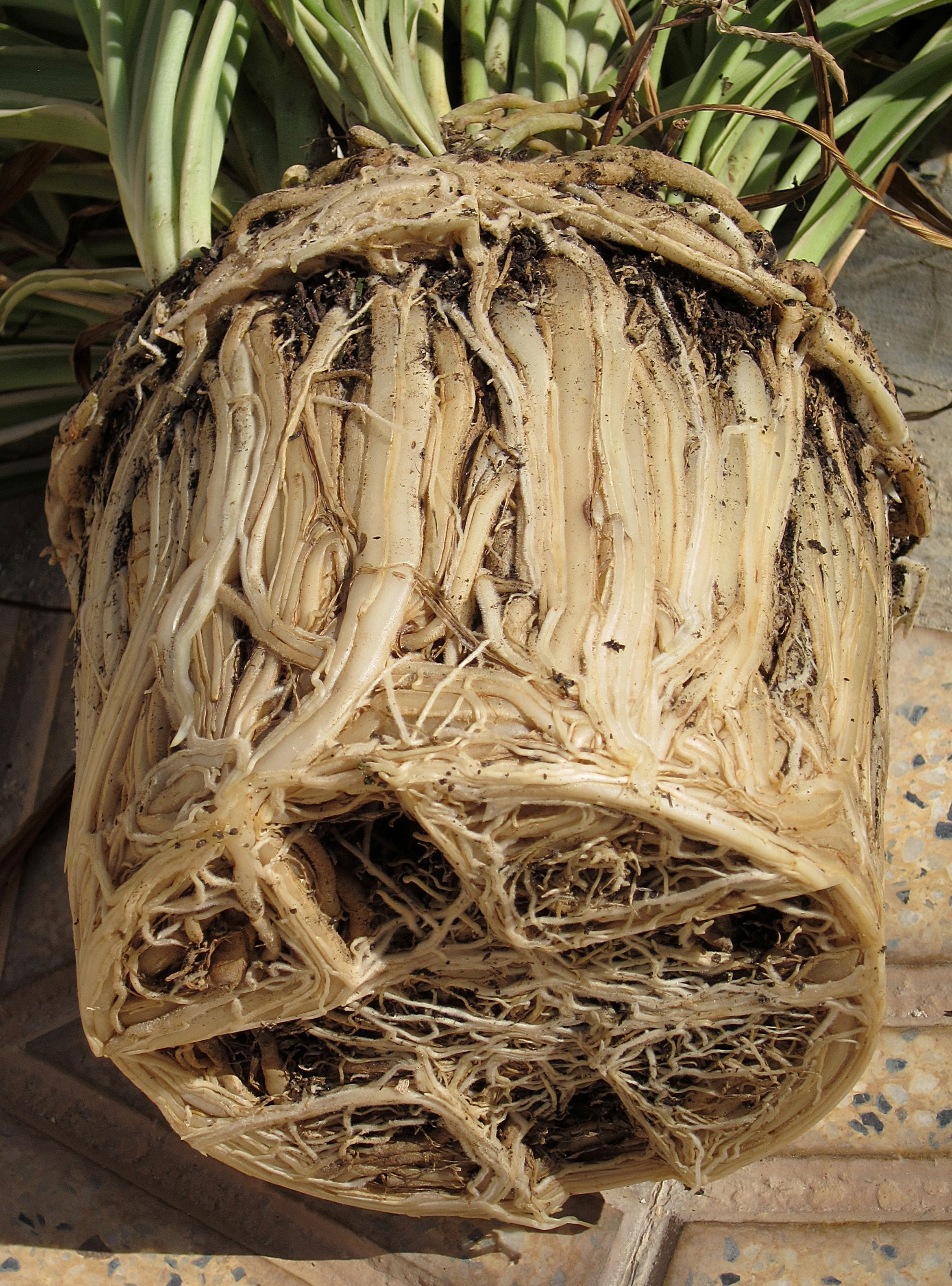
꽉 찬 뿌리

분갈이는 원래 화분에 심겨있던 식물을 다른 화분에 옮기는 행위이다. 보통 식물의 뿌리체계에 좀 더 적합한 환경을 조성하기 위해 행해진다. 대개 뿌리체계에 비해 비좁아진 화분을 바꾸어준다. 대부분의 식물들은 화분이 뿌리로 가득 차기 전에 몇 년마다 분갈이를 해야 한다. 식물의 뿌리는 화분 내부의 크기를 포함한 주변의 환경을 감지할 수 있으며(en:Plant perception (physiology)), 화분의 크기를 키우면 식물은 이에 비례하여 성장한다.

## 이점
꽃, 허브, 선인장, 채소, 작은 나무 등의 다양한 종류의 식물이 용기에 적합하다. 식물을 용기에 기르는 것은 다양한 이점이 있다:
- 토양 유래 질병의 위험 감소
- 잡초 문제의 거의 완전한 해결
- 식물을 옮김으로서 습도, 채광, 온도를 좀 더 적절하게 조절할 수 있음
- 인테리어에 큰 이점을 가져다줌.[7]

## 사진

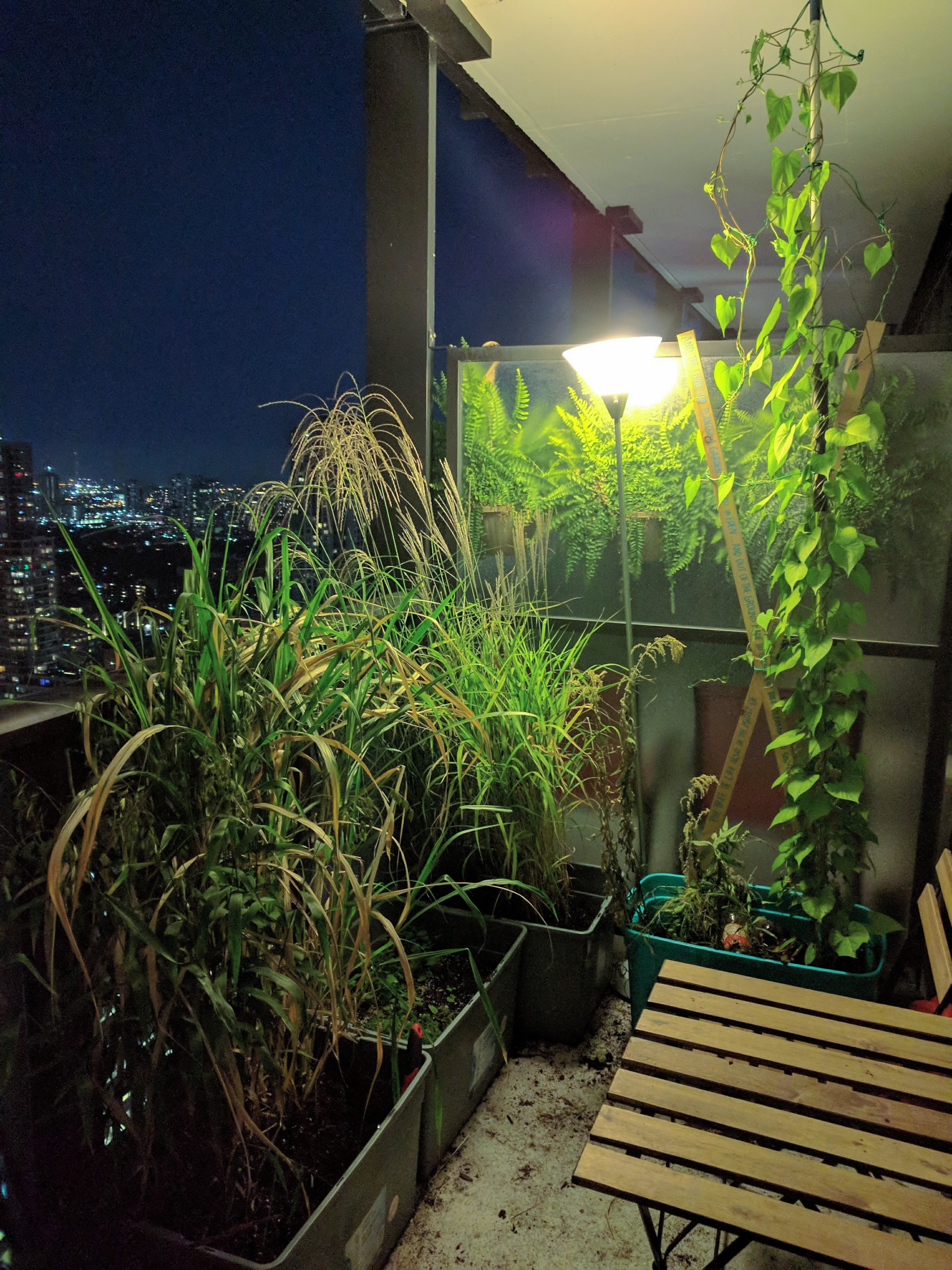
밤에 촬영한 콘도 발코니의 식물이 심어진 용기
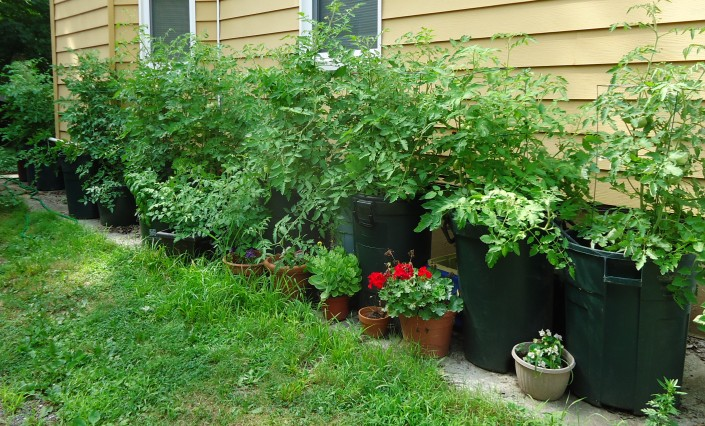
뉴저지주의 작은 주택 옆에 나란히 늘어선 15개의 흙이 채워진 짬통에서 자라는 토마토. 2013년 여름에 여기서 700개 이상의 토마토가 자라났다.

## 참고 문서
- 도시퇴비(en:Urban compost)
- 도시농업
- 도시원예(en:Urban gardening)
- 화분농업(en:Pot farming)
- 지면관수화분(en:Sub-irrigated planter)
- 실내화초 관리(en:Houseplant care)
- 화분
- 꽃상자(en:Flower box)
- 걸이화분(en:Hanging basket)
- 창가 화분